# Penizewyczi
Penizewyczi (ukr. Пенізевичі) – stacja kolejowa w miejscowości Ukrajinka, w rejonie korosteńskim, w obwodzie żytomierskim, na Ukrainie. Położona jest na linii Kijów – Korosteń – Kowel.
Od stacji odchodzą bocznice do kamieniołomów granitu w Hranitnym.

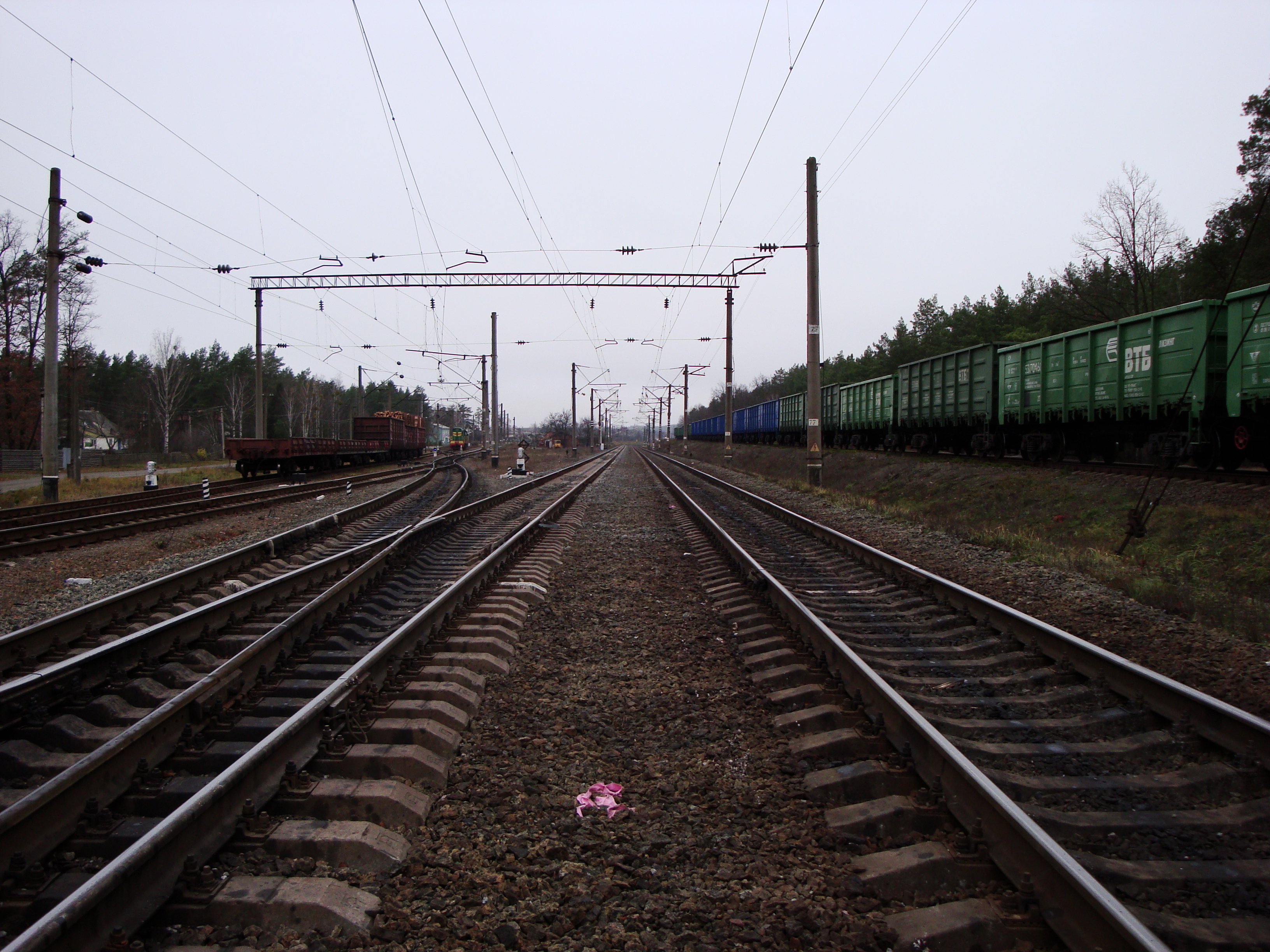
widok w stronę Korostenia
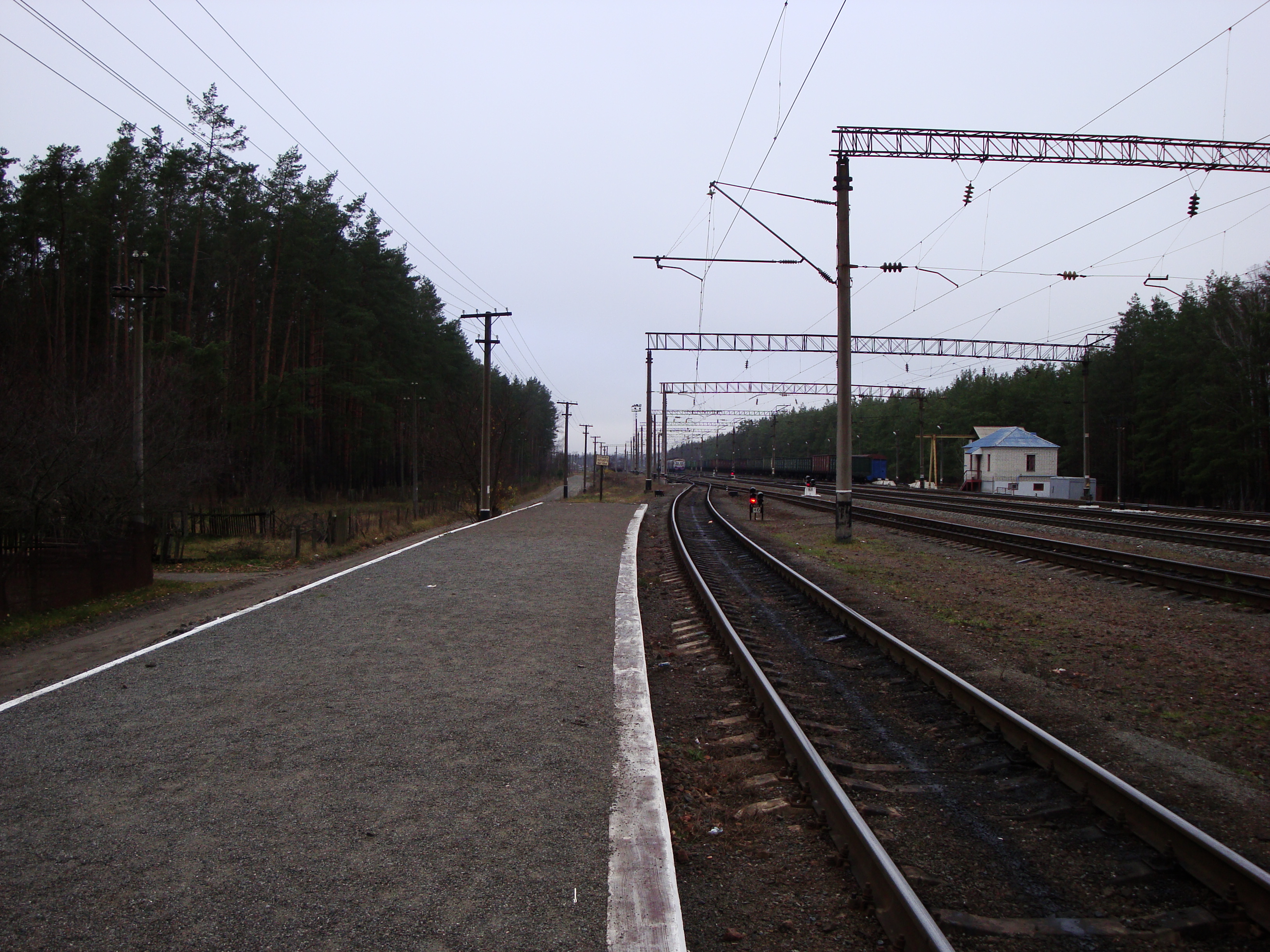
peron; widok w stronę Korostenia